# Porozumienie w sprawie przywrócenia stanu pokoju pomiędzy Niemcami i Chinami (1921)
Porozumienie pomiędzy Niemcami i Chinami – porozumienie zawarte 20 maja 1921 w Pekinie, pomiędzy rządami Niemiec i Chin w celu przywrócenia pokojowych stosunków po zakończeniu pierwszej wojny światowej. Głównym powodem zawarcia porozumienia, była odmowa podpisania przez rząd Chin Traktatu wersalskiego, spowodowana przyznaniem Japonii, znajdującej się na terytorium Chin dawnej niemieckiej koncesji Jiaozhou. Porozumienie było korzystne dla obu stron i rozpoczęło współpracę wojskową obu państw, trwającą do czasu zbliżenia niemiecko-japońskiego w przededniu II wojny światowej.
Spisane w języku chińskim, niemieckim i francuskim, w razie wątpliwości francuski był miarodajny (art. 6).
Porozumienie zostało zarejestrowane 15 maja 1922 w Serii Traktatów Ligi Narodów (ang. League of Nations Treaty Series).

## Tło wydarzeń
Rząd chiński wypowiedział wojnę Cesarstwu Niemieckiemu 14 sierpnia 1917 r., stając się jednym z aliantów I wojny światowej. W dniu 28 czerwca 1919 r. w Paryżu państwa sprzymierzone zawarły z Niemcami Traktat Wersalski. Delegacja chińska, zgodnie z instrukcjami otrzymanymi od rządu w Pekinie odmówiła podpisania traktatu, ponieważ przyznawał on Japonii władzę na częścią terytorium Chin (poniemieckie terytorium koncesyjne w Shandongu). W rezultacie Chiny pozostały w stanie wojny z Niemcami. 15 września 1919 r. prezydent Chin Xu Shichang wydał dekret znoszący restrykcje nałożone na Niemcy, jako wrogie państwo. 20 maja 1921 oba państwa zawarły traktat przywracający pomiędzy nimi stan pokoju, nie uznając przy tym przekazania byłych niemieckich kolonii na terenie Chin pod japońską kontrolę.

## Warunki porozumienia
Porozumieniu towarzyszyła wspólna deklaracja, w której oba rządy wyraziły zgodę, że ich stosunki będą regulowane w głównej mierze postanowieniami Traktatu wersalskiego, nie uznając przy tym jednak przekazania byłych niemieckich kolonii na terenie Chin, pod japońską kontrolę. Porozumienie przywracało stosunku dyplomatyczne i handlowe pomiędzy oboma państwami, znosząc jednak istniejącą przed wojną, eksterytorialność dla obywateli niemieckich przebywających w Chinach.